# Timofi Boichuk
Timofi Lvovich Boichuk, en ucraniano: Тимофій Львович Бойчук, también llamado Timko Boichuk, (Romanivka, 27 de septiembre de 1896 - Kiev, 13 de julio de 1922) es un pintor monumentalista ucraniano.
Es conocido por ser alumno y hermano de Mijailo Botchuk, célebre pintor ucraniano, creador del Boichukismo y uno de los representantes de la generación del Renacimiento fusilado.

## Vida
Timofi Boichuk nació el 27 de septiembre de 1896 en Romanivka, entonces parte del Austria-Hungría y ahora en el óblast de Ternópil, en Ucrania.
Abandonó su pueblo en 1914 para ayudar a su hermano con la restauración del iconostasio  de la Iglesia de la Santa Trinidad en Lemeshi, en el óblast de Chernígov. Tras la Revolución de octubre de 1917, se trasladó con su hermano a Kiev, donde estudió en la Academia Estatal de Artes de Ucrania. Estudió además con su hermano, Mijailo Boichuk.
Sus primeras obras, realizadas al temple sobre tabla de madera, son escenas de género que representan campesinos: На пасовиськ [En el pastizal], Садять картоплю [Plantación de patatas], У шевській майстерні [En el taller del zapatero], Біля яблуні [Cerca del manzano] (1919-21). La composición de las obras de Boichuk se basa en un estudio en profundidad de las leyes de la representación de los periodos protorrenacentista y bizantino.
Durante sus estudios en la Academia, Timko Boichuk, junto con otros estudiantes del taller monumentalista —especialmente Vasil Sedliar e Ivan Padalka—  participó en la pintura de cuatro edificios del cuartel de Lutsk en Kiev, en el verano de 1919, bajo la dirección de Mijailo Boichuk. Sin embargo, todas estas obras fueron destruidas en 1922. Este grupo de artistas ucranianos que estudiaron y trabajaron con él, bajo la tutela de Mijailo, fueron conocidos como «boichukistas».
Timofi Boichuk murió repentinamente de tuberculosis el 13 de julio de 1922, a la edad de 25 años.

## Obra
Además de las pinturas monumentalistas, se conoce de Boïtchouk su creatividad en el área de la ilustración de libros. Realizó ilustraciones para la colección Barwinok (1919, en colaboración con Ivan Padalka), para favorecer su éxito entre los niños. Los dibujos utilizaban motivos ucrainianos procedente de pinturas folclóricas, de esculturas y del estilo de los grabados contenidos en libros antiguos. Se conservan obras suyas en el Museo Nacional de Arte de Ucrania, en Kiev, y en la Galería Tretiakov, en Moscú.
Los principales proyectos realizados o coordinados por Boichuk y su escuela —que incluía a su hermano Timofi Boichuk, Ivan Padalka, Vasil Sedliar, Sofia Nalepinska, Mikola Kasperovich, Oksana Pavlenko, Antonina Ivanova, Mikola Rokitski, Katerina Borodina, Oleksandr Mizin, Kirilo Hvozdik, Pavlo Ivanchenko, Serhi Kolos, Okhrim Kravchenko, Hrihori Dovzhenko, Onoufri Biziukov, Maria Kotliarevska, Ivan Lipkivski, Vira Bura-Matsapura, Yaroslava Mouzika, Oleksandr Ruban, Olena Sajnovska, Manuil Shechtman, Maria Trubetska, Kostiantin Yeleva y Maria Iunak— fueron una importante contribución al arte ucraniano. Timofi y Mikola Kasperovich fueron sus alumnos más brillantes, antes de que el primero muriera prematuramente y el segundo finalmente se dedicara a la restauración de obras de arte.

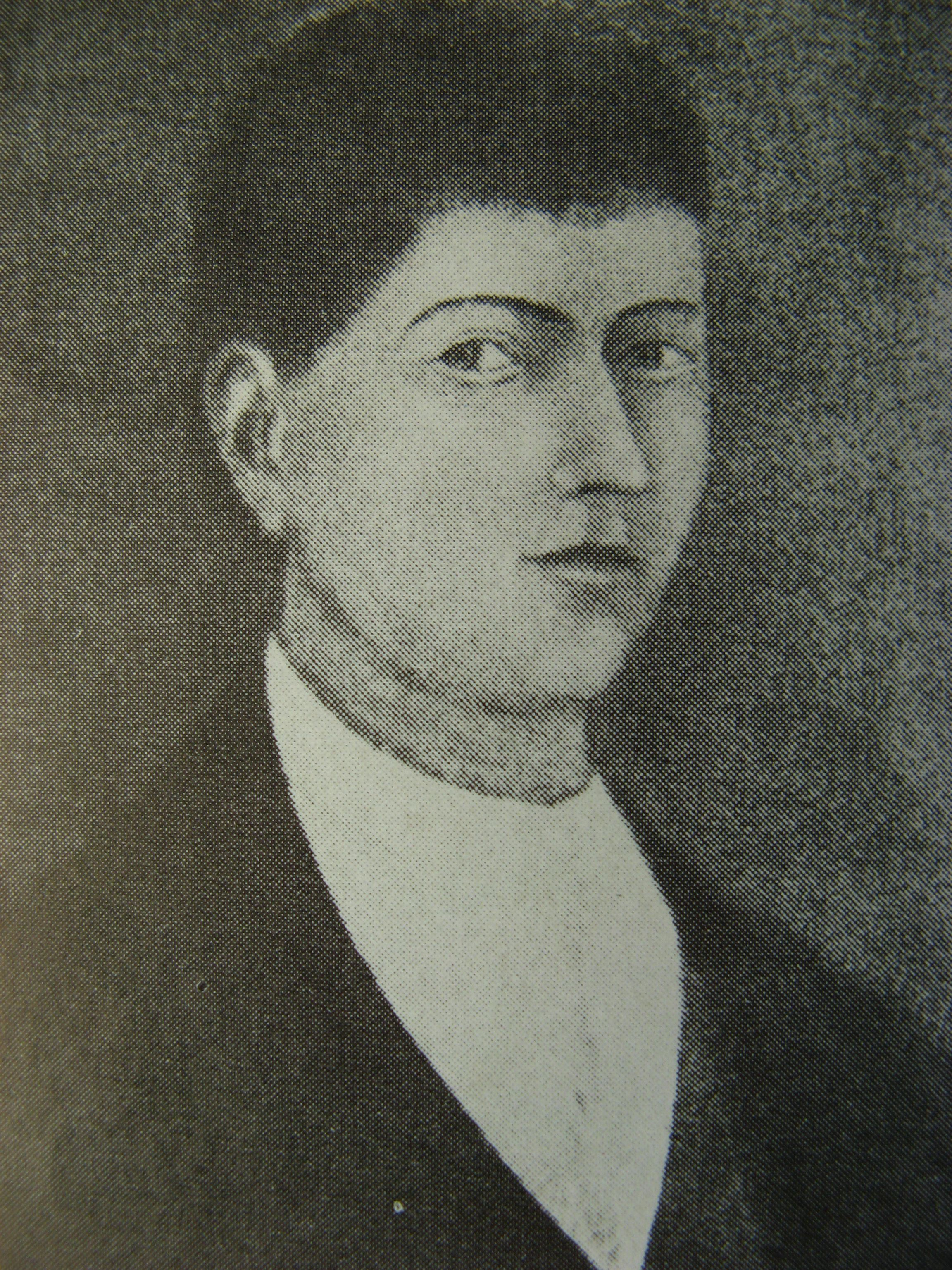
Autorretrato.
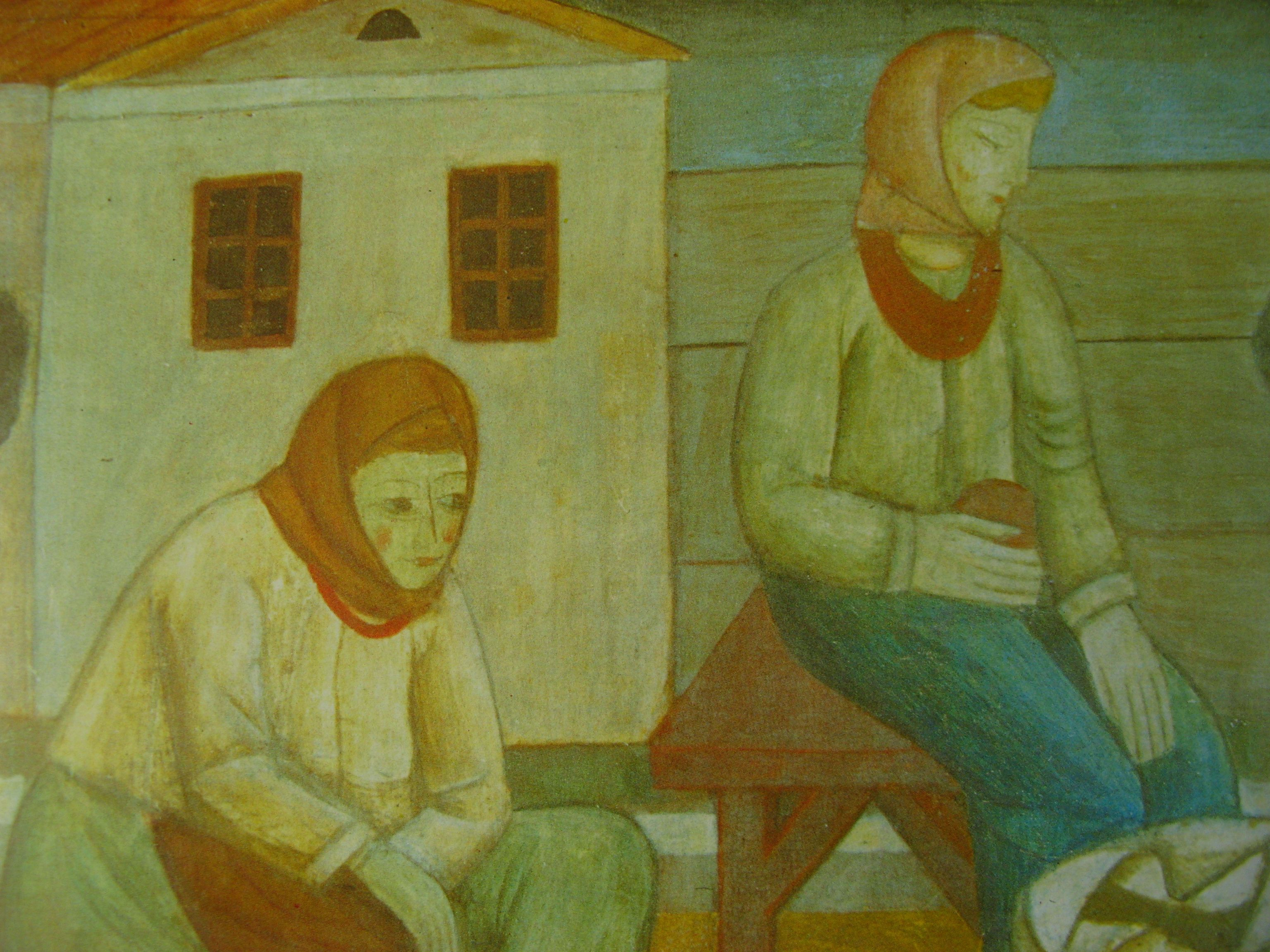
Intercambio de semillas (c. 1919—1920), témpera sobre cartón.
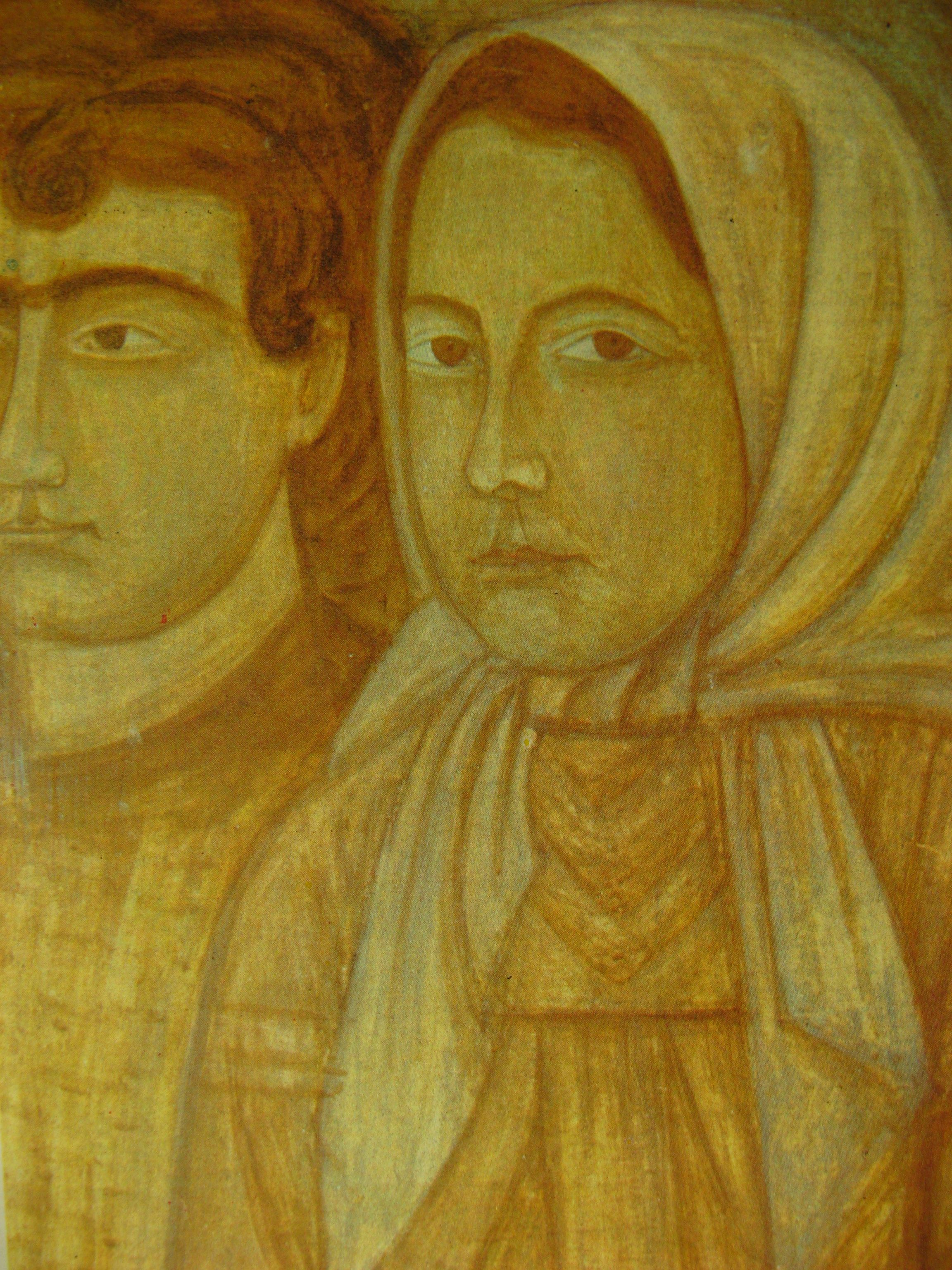
Niño y niña (c. 1918-1919), témpera sobre cartón.
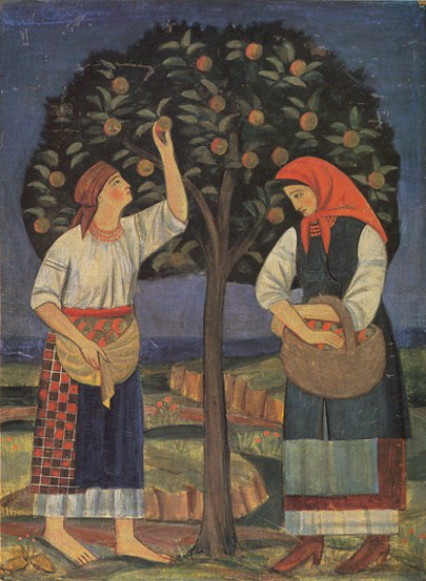
Dame au pommier (1921), témpera sobre cartón.

## Homenajes
Hay un monumento (busto) a los hermanos Boichuk en el pueblo de Romanivka, realizado en 1992 por el escultor Boris Rudy.